# Маркт-Вальд
Маркт-Вальд (нім. Markt Wald) — громада в Німеччині, знаходиться в землі Баварія. Підпорядковується адміністративному округу Швабія. Входить до складу району Унтеральгой.
Площа — 30,82 км2. Населення становить 2177 ос. (станом на 31 грудня 2020).